# The Spotnicks
The Spotnicks (рус. Спутники) — шведская инструментальная рок-группа, ставшая популярной в начале 1960-х годов.

## История группы
Предшественником группы был дуэт Бу Старандера (позднее известен как Боб Ландер, ритм-гитара, вокал) и Бьорна Телина (бас-гитара) The Rebels, образовавшийся в 1956 году. В следующем году к ним присоединился гитарист Бу Винберг, а ещё через год — барабанщик Уве Йоханссон. Группа меняла названия, пока в 1961 году не стала известной как The Spotnicks (название было выбрано в честь первого в мире искусственного спутника Земли).
Участники группы эксплуатировали популярную в то время космическую тематику, выступая в скафандрах (в 1962 году, приехав на гастроли в СССР, группа встретилась с Юрием Гагариным). В 1962 году кавер группы на блюграсс-хит Orange Blossom Special стал хитом в Великобритании, попав в тридцатку UK Singles Chart. Также в этой стране были популярны и другие синглы группы той поры: Rocket Man (фактически версия советской песни «Полюшко-поле») и Hava Nagila.
Группа исполняла инструментальный сёрф и сравнивается с The Shadows и The Ventures.
В 1963 году группу покинул Йоханссон, а в 1967 году — Телин. С 1965 года в состав группы также входил органист.
В 1970 году группа распалась, но через год была реанимирована Винбергом по просьбе одного из лейблов Японии. Группа существовала до 2010-х годов, единственным постоянным её участником оставался Винберг, однако Ландер и Телин иногда принимали участие в концертах.

## Дискография

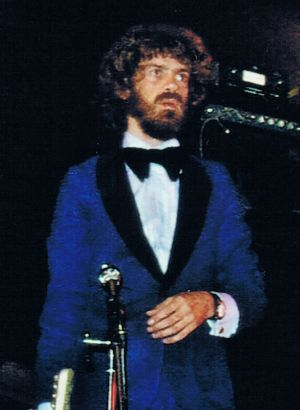
Бу Винберг

### Альбомы
- The Spotnicks in London, Out-a Space (1962)
- The Spotnicks on the Air (EP) (1962)
- The Spotnicks in Paris, Dansons avec les Spotnicks (1963)
- The Spotnicks in Spain «Bailemos con los Spotnicks» (1963)
- Devenez soliste des Spotnicks (1963)
- The Spotnicks in Stockholm (1964)
- The Spotnicks in Berlin (1964)
- The Spotnicks at Home in Gothenburg (1965)
- The Spotnicks in Tokyo (1966)
- The Spotnicks Around the World (1966)
- The Spotnicks in Winterland (1966)
- The Spotnicks (1967)
- The Spotnicks Live in Japan (1967)
- Den Röda Brandbilen (1967)
- The Spotnicks in Acapulco Mexico (1967)
- The Spotnicks in the Groove (1968)
- The Spotnicks By Request (1968)
- The Spotnicks «Back in the Race» (1970)
- The Spotnicks «Ame no ballad» (1971)
- The Spotnicks «Something Like Country» (1972)
- The Spotnicks in Japan (1973)
- Bo Winberg & The Spotnicks «Today» (1973)
- The Spotnicks Plays Great Hits of Japanese Tunes (1973)
- The Spotnicks Live in Berlin '74 (1974)
- The Spotnicks «Feelings — 12 Brandnew Songs» (1976)
- The Spotnicks «Charttoppers Recorded 77» (1977)
- The Spotnicks «The Great Snowman» (1978)
- The Spotnicks «Never Trust Robots» (1978)
- The Spotnicks « Saturday Night Music» (1979)
- The Spotnicks «Pink Lady Super Hits» (1979)
- The Spotnicks «20th Anniversary Album» (1979)
- The Spotnicks «20th Anniversary Album» (1980)
- The Spotnicks «We Don’t Wanna Play Amapola No More» (1982)
- The Spotnicks «In the Middle of Universe» (1983)
- The Spotnicks «Highway Boogie» (1985)
- The Spotnicks «In Time» (1986)
- The Spotnicks «Love Is Blue» (1987)
- The Spotnicks "Happy Guitar (1987)
- The Spotnicks «16 Golden World Hits» (1987)
- The Spotnicks «Unlimited» (1989)
- The Spotnicks/Bo Winberg #1 (1993)
- The Spotnicks «Tracks» (1995)
- The Spotnicks 1997 (1997)
- The Spotnicks Live 1999 (1999)
- The Otherside (Of the Moon) (2002)
- Back to the Roots (2003)
- Still on Tour (2006)
- Bo Winberg / My Own Favorite (2009)
- The 'Real' Amapola (2011)